# Арб
Арб (мальт. Il-Kunsill Lokali tal-Għarb, англ. Għarb) — адміністративна одиниця Мальти, розташована в крайній західній точці острова Гоцо, з населенням 1539 осіб (станом на березень 2014 року).

## Етимологія
Слово "Għarb" має арабське походження та означає "захід". Крім того, село є найзахіднішим населеним пунктом острова Гоцо. 

## Визначні місця
Арб було створено як парафію в 1679 році. Офіційне створення села дало поштовх для будівництва нової, барокової парафіяльної церкви. Вона будувалась у період 1699-1729 років, має елегантний фасад, який порівнюють із церквою Святої Агнеси Франческо Борроміні на площі Навона в Римі.
Сільська площа Арба стала популярним зображенням на багатьох листівках. На площі розташований фольклорний музей, у якому зібрані різноманітні пам’ятні речі, що розповідають про сільську історію островів. 
Арб знаходиться в одній із наймальовничіших сільських місцевостей Гоцо, зокрема на Дбієгі, найвищому пагорбі на острові. 
У межах Арба також знаходиться каплиця Сан-Дімітрі. За переказами, першу каплицю на схилі скелі збудувала жінка, сина якої визволив з полону святий Дімітрі. 
Неподалік розташована Базиліка Та'Піну, найвидатніша святиня Мальти, яка присвячена Діві Марії. Саме на цьому місці в 1883 році місцева жителька Кармні Гріма почула голос Богородиці.

## Райони Арба
- Birbuba
- Ħodba
- Il-Wileġ
- San Katald
- Ta' Lamuta
- Ta' Pinu
- Ta' Santu
- Tal-Fgura
- Taż-Żejt
- Wara l-Bjut
- Wied tal-Knisja

## Міста-побратими
Арб є побратимом:
- Кастроліберо, Італія
- Масафра, Італія
- Паче-дель-Мела, Італія
- Тортона, Італія
- Торрент, Іспанія
- Сепе, Франція

## Зовнішні посилання
- Арбська місцева рада